# Acanthorhynchus superciliosus
El picoespina occidental (Acanthorhynchus superciliosus) es una especie de ave paseriforme de la familia Meliphagidae endémica del suroeste de Australia.